# Edvard Holm

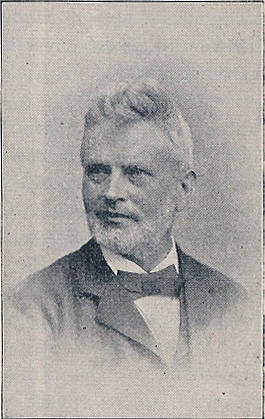
Edvard Holm (um 1900)

 Peter Edvard Holm (* 26. Januar 1833 in Kopenhagen; † 18. Mai 1915 ebenda) war ein dänischer Historiker.

## Leben
Holm studierte in Kopenhagen Philologie und Geschichte und wurde 1865 Dozent und 1868 Professor für Geschichte an der Universität Kopenhagen. 1883 und 1891 amtierte er als Rektor der Universität.
Nachdem er über die Geschichte des Altertums mehrere Arbeiten (Die politische Stellung der griechischen Untertanen unter den römischen Kaisern; Die Geistlichkeit und der Staat vom Schluß der Regierung Konstantins des Großen bis zum Fall des weströmischen Reichs) veröffentlicht hatte, widmete er sich der nordeuropäischen Geschichte und schrieb:
- Danmarks Politik under den svensk-russiske Krig fra 1788–90 (1868);
- Danmark-Norges udenrigske Historie fra 1791-1807 (1875, Bde.);
- Holbergs statsretslige og politiske Synsmaade (1879);
- Danmark-Norges indre Historie under Enevaelden fra 1660 til 1720 (1885);
- Nogle Hovedtraek af Trykke Frihedstidens Historie 1770–73 (1885–86, 2 Bde.).

Außerdem lieferte er für die von ihm redigierte Historisk Tidskrift eine Reihe von Abhandlungen über die politische und soziale Geschichte Dänemarks im 18. Jahrhundert.
Holm war seit 1867 Mitglied der Königlich Dänischen Akademie der Wissenschaften und seit 1904 korrespondierendes Mitglied der Preußischen Akademie der Wissenschaften. Auch der schwedischen Kungliga Vitterhets Historie och Antikvitets Akademien, der Königlichen Gesellschaft der Wissenschaften in Uppsala und der Norwegischen Akademie der Wissenschaften gehörte er an.